# فرانتیشک یاکوبتس
فرانتیشک یاکوبتس (چکی: František Jakubec; ۱۲ آوریل ۱۹۵۶ – ۲۷ مهٔ ۲۰۱۶) بازیکن فوتبال اهل چکسلواکی بود.
از باشگاه‌هایی که در آن بازی کرده‌است می‌توان به باشگاه فوتبال بوهمیانس ۱۹۰۵ و باشگاه فوتبال ویرا اشاره کرد.
وی همچنین در تیم ملی فوتبال چکسلواکی بازی کرده‌است.